# Hybryda (heraldyka)

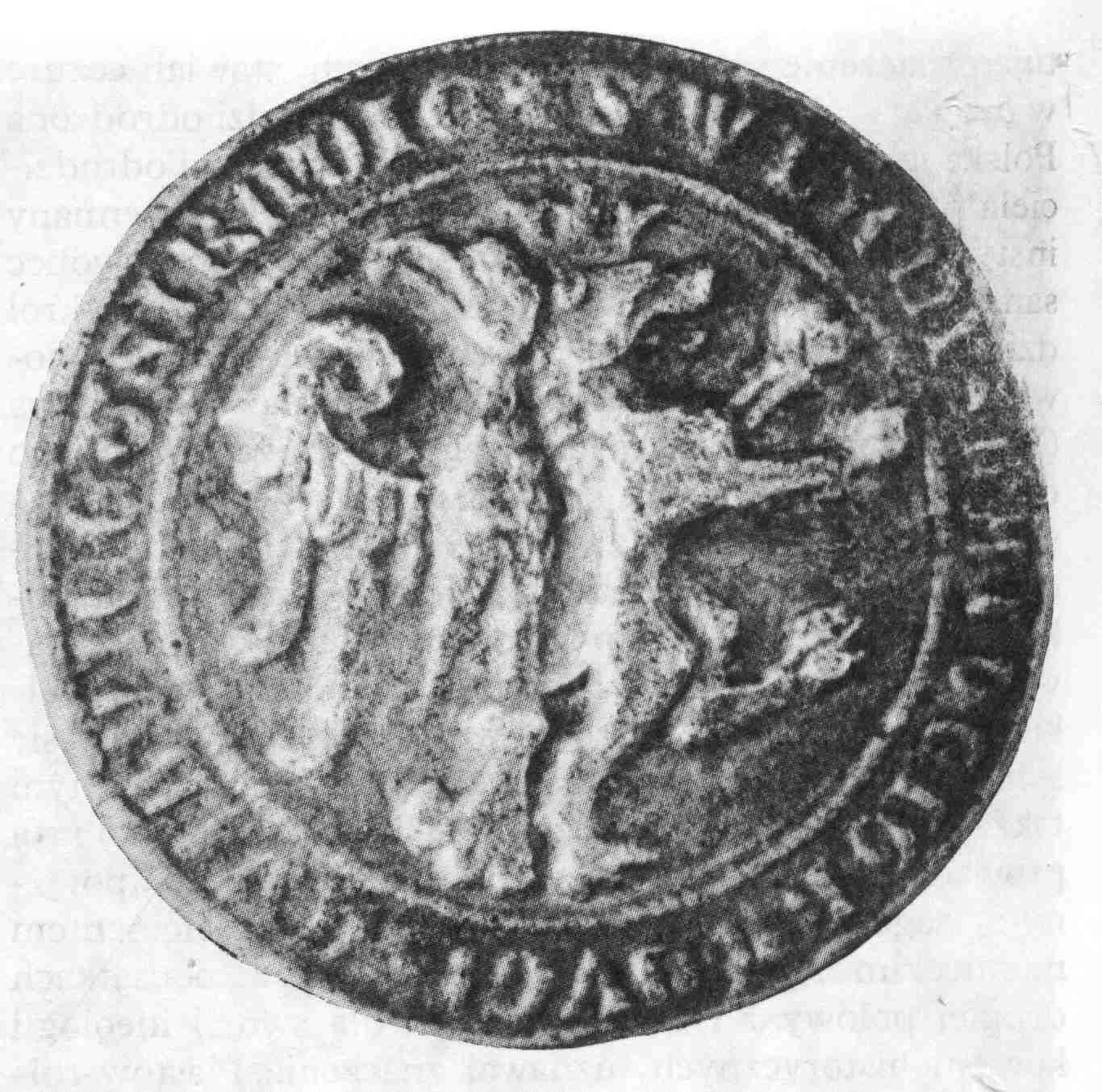
Hybryda kujawska na pieczęci Władysława Łokietka z 1290 r.

Hybryda – figura heraldyczna przedstawiająca fantastyczne zwierzę, będące połączeniem cech zwierząt realnie istniejących.
Należy tu np. charakterystyczna dla polskiej heraldyki książęcej i ziemskiej hybryda kujawska przedstawiająca półorła-półlwa. Po raz pierwszy ta hybryda pojawiła się na pieczęciach książąt piastowskich panujących w tej dzielnicy Polski już w 2. połowie XIII w. (pieczęcie Ziemomysła, księcia inowrocławskiego z 1268 r. oraz jego braci - Leszka Czarnego, księcia sieradzkiego i krakowsko-sandomierskiego, Kazimierza księcia łęczyckiego oraz Władysława zwanego Łokietkiem, wtedy księcia brzesko-kujawskiego). Był to początkowo znak osobisty książąt, następnie stał się dziedzicznym godłem tej linii Piastów. Używali go w tej roli m.in. królowie zjednoczonej po okresie rozbicia dzielnicowego Polski – Władysław Łokietek i Kazimierz III Wielki, pochodzący właśnie z Kujaw.
Przypuszcza się, że motyw lwa pochodzi albo z dawniejszych pieczęci Piastów kujawskich, często przedstawiających scenę walki księcia z lwem, albo od XIII-wiecznego godła Piastów wielkopolskich, orzeł zaś to znak rodowy dynastii piastowskiej, związany szczególnie z dzielnicą małopolską. W pierwszych przedstawieniach tego znaku często układ obu części godła był odwrotny, zdarzało się też pomijanie korony. Około połowy XIV w., za panowania Kazimierza Wielkiego, hybryda  stała się herbem terytorialnym dzielnicy kujawskiej (w tej roli wystąpiła po raz pierwszy w istniejącej do dziś dekoracji rzeźbiarskiej kamienicy zwanej Hetmańską przy Rynku krakowskim). Następnie znak ten stał się herbem aż 4 województw przedrozbiorowej Rzeczypospolitej do tej dzielnicy należących: brzesko-kujawskiego, inowrocławskiego, łęczyckiego i sieradzkiego. Od XV-XVI w. te odmiany hybryd różnicowano, zmieniając barwy elementów godła i pola tarczy herbowej.
Znak ten wrócił do współczesnej polskiej heraldyki samorządowej po ostatniej reformie administracyjnej, np. w herbach województwa łódzkiego i kujawsko-pomorskiego.